# تافراوت (استان مدیه)
تافراوت (به عربی: تافراوت) یک شهرداری در الجزایر است که در استان مدیه واقع شده‌است. تافراوت ۱۰۵ کیلومتر مربع مساحت و ۸٬۹۰۱ نفر جمعیت دارد.